# Kolbäcks kyrka
Kolbäcks kyrka är en kyrkobyggnad som tillhör Hallstahammar-Kolbäcks församling i Västerås stift. Kyrkplatsen ligger i södra utkanten av stationssamhället Kolbäck, omkring sex kilometer söder om Hallstahammar.

## Kyrkobyggnaden
Kolbäcks kyrka omfattar långhus med kort tresidig koravslutning i öster, mot norr en utbyggnad för sakristia och sidokapell, samt västtorn. Fasaderna är slätputsade och kalkavfärgade gulaktigt vitt. I fönsteröppningarna som är rundbågiga sitter fönstersnickerier målade med ljusgrå linoljefärg. Långhusets tak är brutet och plåttäckt. Tornet har en svartmålad lanternin med koppartäckt kupoltak.
Över kyrkorummet är fyra stjärnvalv slagna. I golven ligger lackade bräder. 
I koret ligger gravhällar från 1600- och 1700-talen. Korets fönster har rutor av matta, olikfärgade glas och inramas av en altarprydnad i barockstil; två skulpterade träd med förgyllda lövverk. Altaret som är murat tillkom 1940, liksom framförvarande tresidig altarring.

### Byggnadshistorik
Ursprungliga kyrkan i romansk stil uppfördes troligen vid slutet av 1100-talet eller i början av 1200-talet. Västra delarna av denna kyrka ingår i nuvarande kyrkobyggnad. Ursprungligen bestod byggnaden av långhus med absid, samt västtorn. Långhuset förlängdes omkring 1300. Under 1400-talet tillkom kyrktornet och nuvarande kor.
Norra sidokapellet tillkom 1658, då som gravkor åt Esbjörn Mårtensson, adlad Reutercrantz, samt hans efterkommande. 
På 1730-talet tillkom dragjärnen, som genomkorsar kyrkorummet. År 1752 insattes en bänkinredning, vars fasader tjänat som förlaga till den nuvarande. 
Söndagen 12 juni 1785 slog blixten ned och antände kyrkans dåvarande tornspira. Vid påföljande brand förstördes hela tornet, långhusets tak och alla fönster. Inredningen skadades. Vid reparationerna som pågick i ungefär tre år ersattes medeltidens branta sadeltak med ett lägre, brutet tak. Istället för den nedbrunna tornspiran restes den alltjämt befintliga lanterninen, antagligen ritad av Dan Wahlström, murmästare i närbelägna Strömsholm. 
Vid omläggning 1867 täcktes taket första gången med plåt, istället för dittillsvarande spån.
Kyrkorummets senaste stora förnyelse skedde 1940, efter program av arkitekt Bernhard Schill. Då murades nuvarande altare och bänkinredningen fick marmorerade fasader i 1700-talsstil. I norra sidokapellet iordningställdes en dopplats, med nylagt tegelgolv.

## Inventarier
- Ett triumfkrucifix är från 1300-talet.
- Predikstolen i barockstil är åttasidig, i barockstil, prydd med snidade, förgyllda akantusblad. Den tillverkades av bildhuggare Nicolaus Schenander och invigdes på midsommarafton 1701. Predikstolens ryggstycke pryds med ett stort strålknippe, med de hebreiska bokstäverna för Jahve i mitten.
- Bänkarna har marmorerade fasader, tillverkade 1940 efter en förlaga från 1750-talet.
- Dopfunten är modern och har utförts av en Västeråskonstnär. Funtens motiv är "Hjorten vid källan".

### Orgel
- En orgel fanns på 1600-talet i kyrkan.
- 1840 flyttades en orgel hit från Ramnäs kyrka av Pehr Gullbergson, Lillkyrka. Han byggde samtidigt om orgeln. Orgeln var byggd 1707 av Johan Niclas Cahman, Stockholm och hade 8 stämmor.
- 1922 byggde Furtwängler & Hammer, Hannover, Tyskland en orgel med 18 stämmor.
- Den nuvarande orgeln byggdes 1981 av Olof Hammarberg, Göteborg Orgeln är mekanisk och fasaden är från 1840 års orgel i empirestil.

| Huvudverk I    | Svällverk II      | Pedal       | Koppel |
| Principal 8´   | Rörflöjt 8´       | Subbas 16´  | I/P    |
| Gedakt 8´      | Fugara 8´         | Borduna 8´  | II/P   |
| Oktava 4'      | Tvärflöjt 4'      | Flöjtbas 4' | II/I   |
| Koppelflöjt 4' | Principal 2'      | Mixtur III  |        |
| Kvinta 2 2⁄3'  | Sesquialtera II   | Fagott 16'  |        |
| Flautino 2'    | Scharf II         |             |        |
| Mixtur IV      | Oboe 8'           |             |        |
| Trumpet 8'     | Tremulant         |             |        |
|                | Crescendosvällare |             |        |

## Bildgalleri

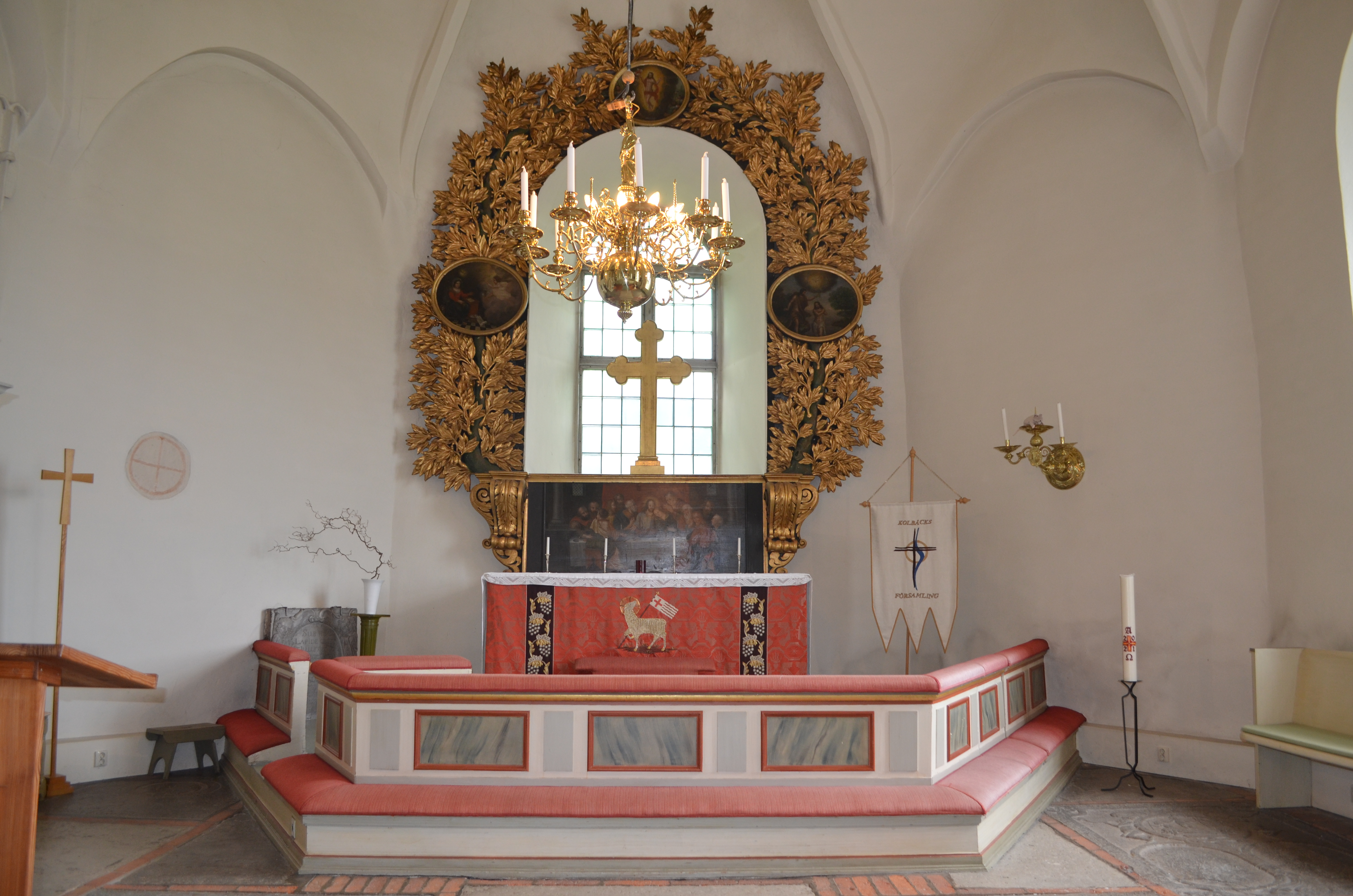
Kolbäck kyrkas altare
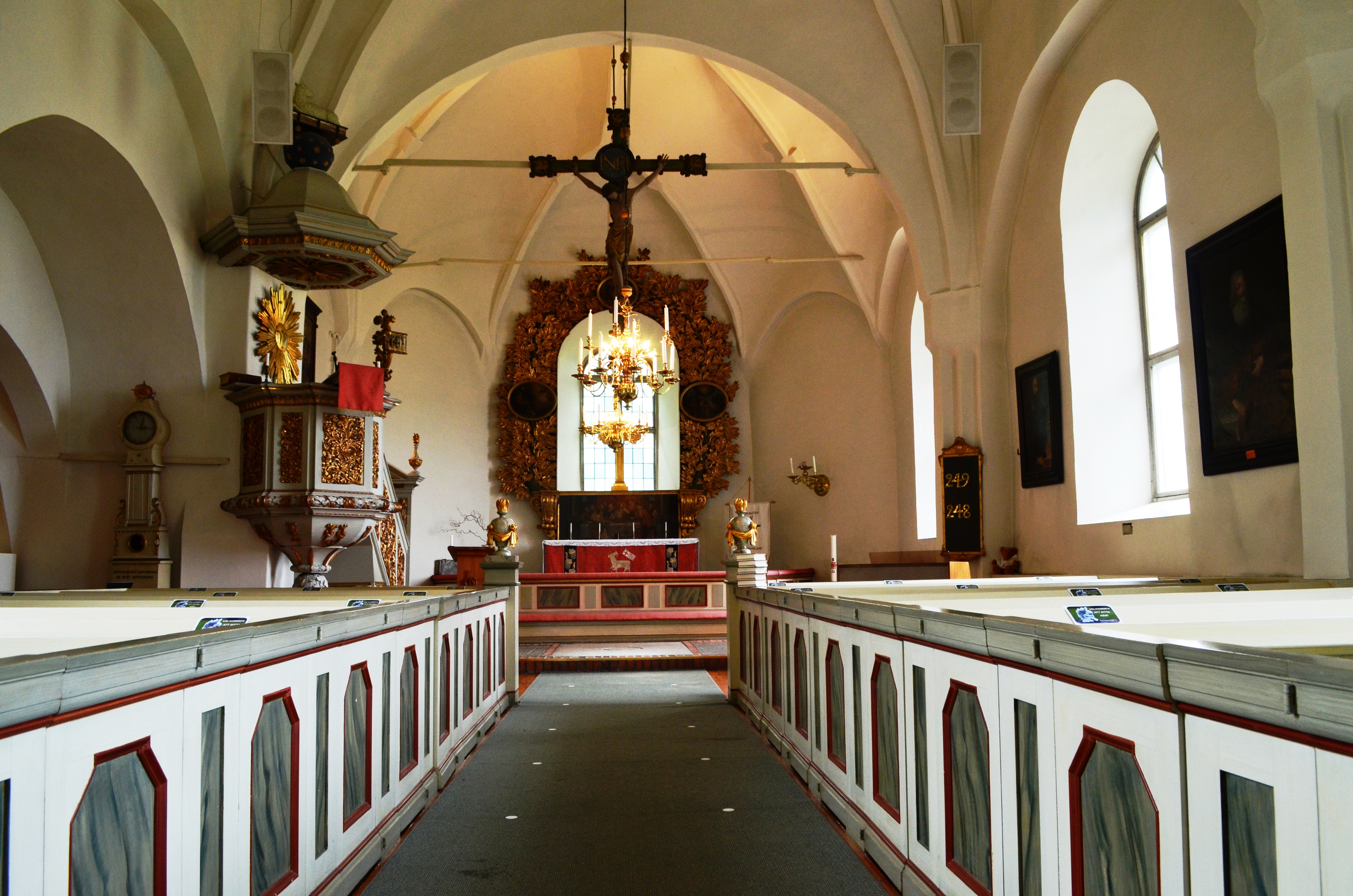
Kolbäck kyrkas kyrksal
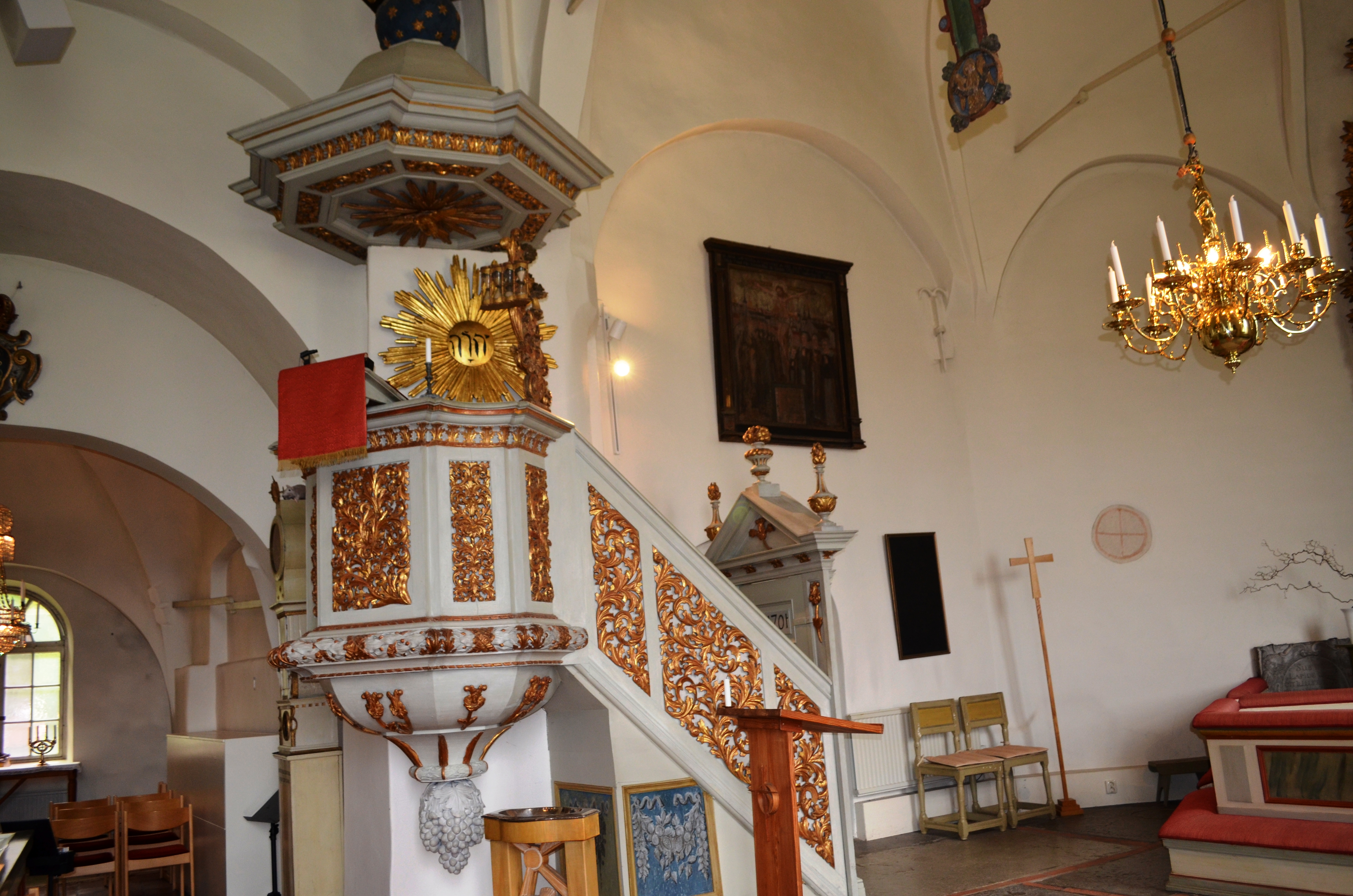
Kolbäck kyrkas predikstol
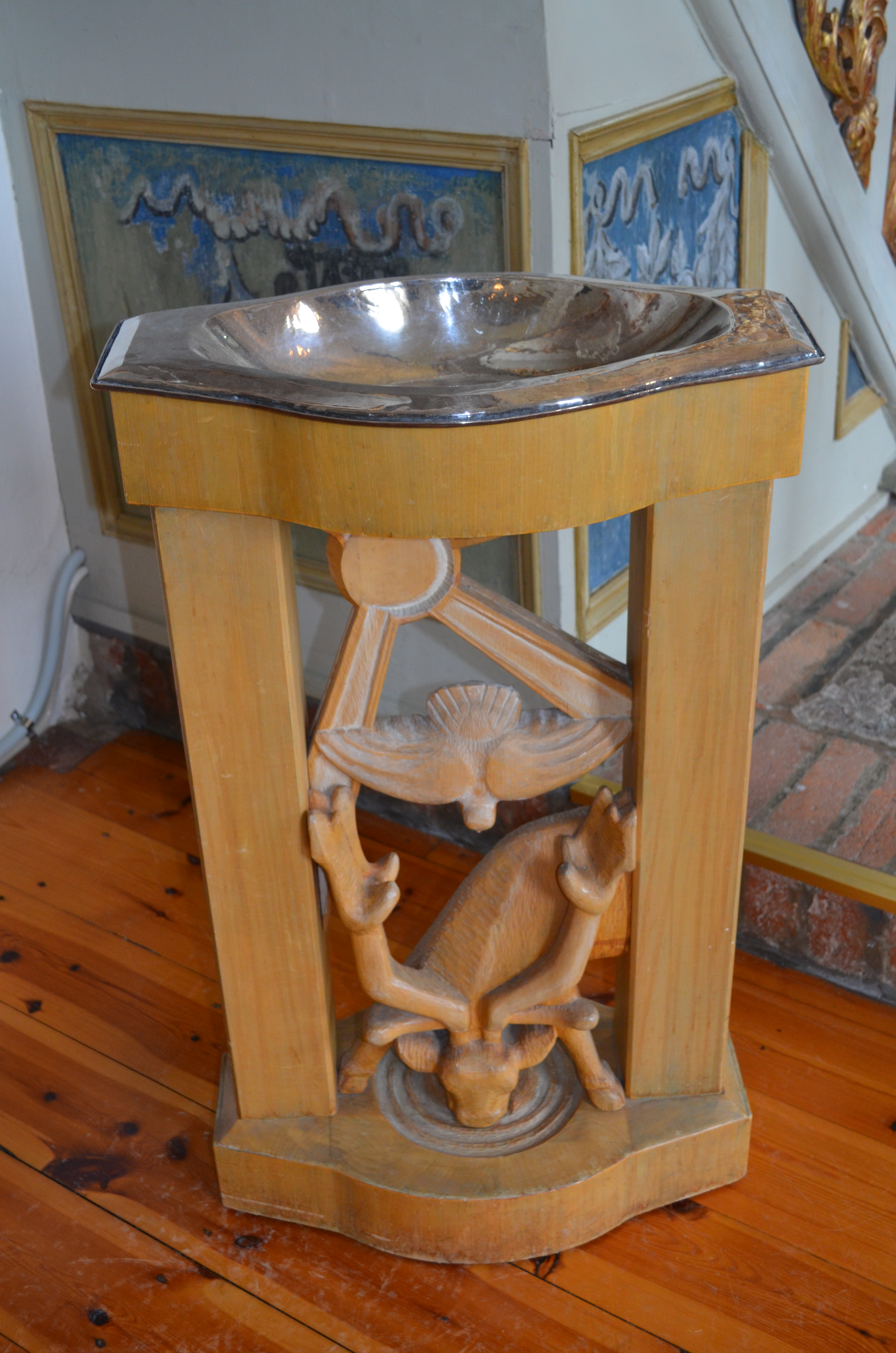
Kolbäck kyrkas dopfunt
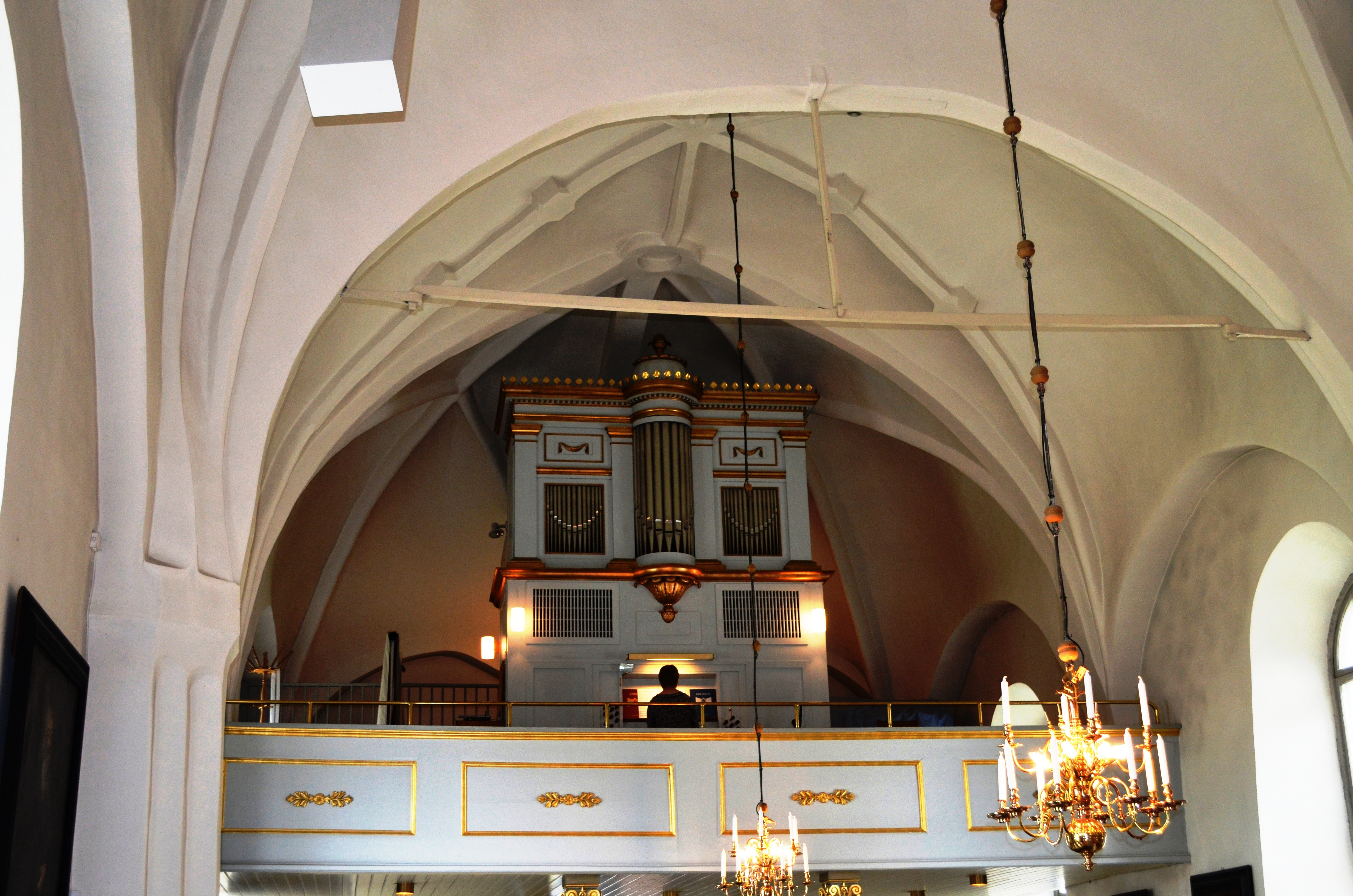
Kolbäck kyrkas orgelläktare

### Webbkällor
- Kolbäck-Säby församling
- http://www.svenskakyrkan.se/vasterasstift/kyrkorivastmanland
- Västmanlands Kommuner och Landsting
- byggnadspresentation